# Чанъюань
Чанъюа́нь (кит. упр. 长垣, пиньинь Chángyuán, буквально: «длинная защитная стена») — город субокружного уровня провинции Хэнань (КНР).

## История
Уезд Чанъюань был создан ещё при империи Цинь. Во времена диктатуры Ван Мана уезд был переименован в Чангу (长固县), но после основания династии Восточная Хань ему было возвращено прежнее название. Затем уезд был разделён на удельное владение Чанъюань (长垣侯国) и уезд Пинцю (平丘县). В 29 году было создано ещё удельное владение Чанло (长罗侯国), но в 39 году оно было расформировано. После основания империи Восточная Цзинь удельные владения были ликвидированы, и был вновь образован уезд Чанъюань.
При южной империи Сун в 447 году уезд был расформирован, но в 502 году был создан вновь. При империи Суй в 596 году уезд Чанъюань был переименован в Куанчэн (匡城县), а на территории современного уезда Хуасянь был создан уезд с названием Чанъюань. В 605 году уезд Куанчэн был присоединён к уезду Чанъюань.
При империи Тан в 618 году уезд Куанчэн был создан вновь. В 634 году уезд Чанъюань был присоединён к уезду Куанчэн, а при империи Поздняя Лян уезд Куанчэн был переименован в Чанъюань, но при империи Поздняя Тан ему было возвращено название Куанчэн.
После основания империи Сун из-за того, что иероглиф «Куан» входил в личное имя основателя династии Чжао Куанъиня, из-за практики табу на имена уезд Куанчэн был в 960 году переименован в Хэцю (鹤丘县). В 1009 году уезд Хэцю был переименован в Чанъюань.
При империях Мин и Цин уезд подчинялся властям Даминской управы (大名府) провинции Чжили. После Синьхайской революции в Китае была проведена реформа структуры административного деления, и в 1913 году управы были упразднены. После объединения Китая под гоминьдановской властью провинция Чжили была в 1928 году переименована в Хэбэй.
После победы в гражданской войне коммунистами была в августе 1949 года создана провинция Пинъюань, и уезд вошёл в состав созданного одновременно Специального района Пуян (濮阳专区) провинции Пинъюань. 30 ноября 1952 года провинция Пинъюань была расформирована, и Специальный район Пуян перешёл в состав провинции Хэнань. В 1954 году Специальный район Пуян был расформирован, и уезд вошёл в состав Специального района Синьсян (新乡专区). В 1955 году уезд был передан в состав Специального района Аньян (安阳专区). В 1958 году Специальный район Аньян был присоединён к Специальному району Синьсян, но в 1961 году был воссоздан. В 1968 году Специальный район Аньян был переименован в Округ Аньян (安阳地区). 
В 1983 году округ Аньян был расформирован, и уезд вошёл в состав городского округа Пуян. В 1986 году уезд был передан в состав городского округа Синьсян. 1 января 2014 года уезд Чанъюань был выведен из состава городского округа Синьсян и подчинён напрямую властям провинции Хэнань.
12 июля 2019 года уезд Чанъюань был преобразован в городской уезд.

## Административное деление
Городской уезд делится на 5 уличных комитетов, 9 посёлков и 4 волости.